# The F-Ups
The F-Ups sono una band punk rock di Rochester.

## Storia
Gli F-Ups si sono formati nel 1999 con il nome Mr. Completely nella città di Rochester, in Minnesota, mentre erano ancora alla scuola superiore, e solo nel 2003, prima di firmare con Capitol Records, hanno cambiato il nome in The F-Ups.
A luglio 2004 hanno realizzato il loro sogno di realizzare un CD nel quale c'era una cover di All the Young Dudes dei Mott the Hoople.
La canzone Lazy Generation è la colonna sonora principale di Burnout 3: Takedown ma la frase shit on a silver platter shine è stata cambiata in cars on a silver platter shine.
I loro testi erano influenzati da esperienze come la pigrizia (Lazy Generation, I Don't Know), ribellioni contro i genitori (Look At Your Son Now, Screw You) e persino un episodio dello show di Jerry Springer (Crack Ho). Parteciparono al Warped Tour suonando con le loro Punk bands preferite: i Bad Religion, gli Anti-Flag, i NOFX e i Vandals.
A fine 2006 il gruppo si è sciolto e dopodiché Travis Allen, Chris DeWerd e Andy Collet hanno ricreato la band con Bill Martin e Alex Allen (fratello di Travis) col nome Hang 'Em High. La band ha pubblicato il suo omonimo album solo su Myspace per 8 dollari, dopodiché Mario Ortiz ha sostituito Chris DeWerd come chitarrista. Il gruppo si è sciolto a maggio 2009 ma è tornato nel 2011. Nel 2009 Travis Allen ha inoltre deciso di riformare la vecchia band The F-Ups. DeWerd è tornato come chitarrista ma Nogo e Collet non sono tornati e sono stati sostituiti da Nick Sacco (basso) e Alex Allen (batteria). Recentemente, DeWerd è stato sostituito con Jared Ward. La loro pagina Myspace è attiva ma non ci sono aggiornamenti dal 25 settembre 2009.

## Discografia
- The F-Ups - 2004

### Apparizioni in compilation
- 2004 - Warped Tour 2004 Tour Compilation

## Formazione

### Formazione attuale
- Travis Allen - voce, chitarra
- Jared Ward - chitarra
- Nick Sacco - basso
- Alex Allen - batteria

### Ex componenti
- Taylor Nogo - batteria
- Andy Collett - basso
- Chris DeWerd - chitarra